# روهیت کومار
روهیت کومار (انگلیسی: Rohit Kumar؛ زادهٔ ۱ آوریل ۱۹۹۷) بازیکن فوتبال است.
از باشگاه‌هایی که در آن بازی کرده‌است می‌توان به باشگاه فوتبال پون سیتی اشاره کرد.
وی همچنین در تیم‌ ملی فوتبال هند بازی کرده‌است.